# Penutski jezici
Penutian.- /Ime Penuti nastalo je po nazivu za brojku 2, na prijednog Roland B. Dixona i Alfred L. Kroebera, i to od pen (Maidu), pan- (Wintun); ōtta, ōtī (Miwok), uti-s (Costanoan), etc./ Velika porodica indijanskih jezika u zapadnim predjelima Sjeverne Amerike koju obuhvaća porodice: Chimmesyan, Copehan, Costanoan, Kalapooian, Kusan, Lutuamian, Mariposan, Moquelumnan, Pujunan, Shahaptian, Takilman, Waiilatpuan, Yakonan. -Jezici ove porodice govore se po državama Kalifornija, Oregon, Washington, otoku Annette u Aljaski i susjednom dijelu Britanske kolumbije u Kanadi. 

## Vanjske poveznice
- Ethnologue (14th)
- Ethnologue (15th)

Ethnologue (16th)
- Penutian Language Family
- subtree for Penutian  Arhivirana inačica izvorne stranice od 10. svibnja 2012. (Wayback Machine)
- Tree for Penutian  Arhivirana inačica izvorne stranice od 19. rujna 2008. (Wayback Machine)